# 周星 (1972年)
周星，女，中共政治人物、中共黨員、工程碩士學位，現任中華人民共和國自然資源部副部長
。

## 生平
周氏先後擔任中國測繪宣傳中心主任，自然资源部国土测绘司司长、中國自然資源報社社長、自然資源部副部長等職務。